# Constant Burg
Pour les articles homonymes, voir Burg.
Constant Burg, né le 28 juin 1924 à Aumetz en Moselle et mort le 23 mars 1998 à Paris, est un médecin radiologue et un biologiste français. Il a été le directeur général de l'INSERM de 1969 à 1979 et président de l'Institut Curie de 1985 à 1998.

## Biographie
Durant la Seconde Guerre mondiale, Constant Burg est enrôlé de force dans le Service du travail obligatoire (STO) en 1942. Après plusieurs évasions, il fuit en Suisse où il est maintenu dans un camp disciplinaire. Il reussit alors à prendre le maquis et regagne la France où il combat au plateau des Glières. Incorporé ensuite à la première armée, il participe à la libération de Strasbourg. Après la guerre, il poursuit ses études de médecine en biophysique, notamment auprès d'André Chevalier à Strasbourg. Il obtient alors son agrégation et est nommé professeur à la Faculté de médecine de Nancy. En 1966, il devient membre du Comité national de la recherche scientifique et du Conseil scientifique du CEA. Il a été sociétaire académicien de la Société des sciences de Nancy.

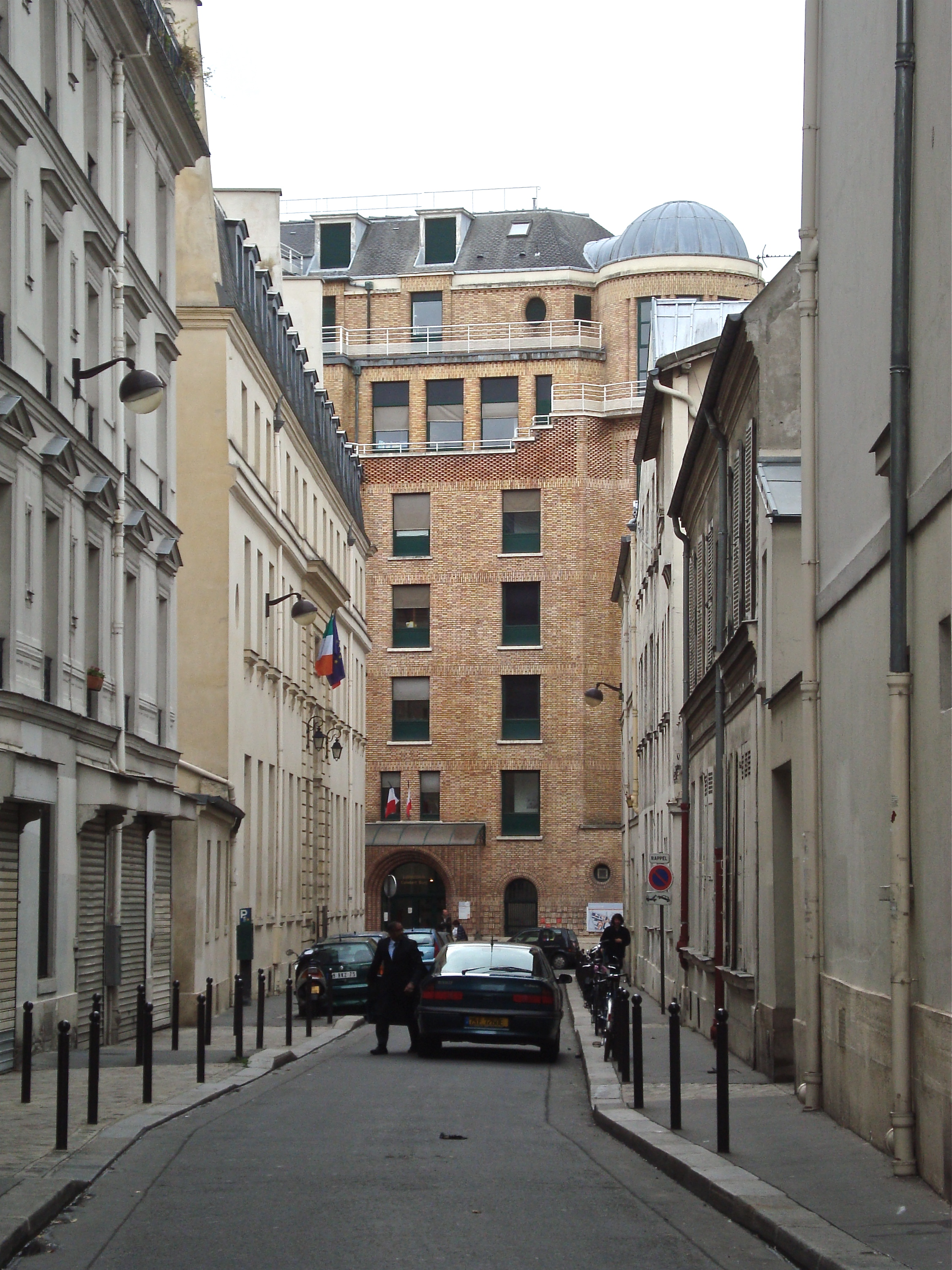
Bâtiment Constant Burg (en briques rouges) dans le fond, rue Lhomond.

De 1969 à 1979, il est nommé à la tête de l'INSERM, en succession d'Eugène Aujaleu. Il en modifiera profondément le fonctionnement notamment en réformant le conseil scientifique, en créant des commissions scientifiques spécialisées et en rapprochant la recherche médicale des es sciences biologiques de pointe (biologie moléculaire). Entré au Conseil d'État, il est nommé en 1985 à la présidence de l'Institut Curie jusqu'à son décès en 1998. En hommage, un bâtiment de laboratoires de l'Institut Curie de la rue Lhomond à Paris a été baptisé de son nom après sa disparition en 1998.

## Apport scientifique
L'essentiel de sa carrière de médecin-chercheur s'est fait dans le domaine de la radiobiologie.